# 酒と女と槍
『酒と女と槍』（さけとおんなとやり）は、1960年（昭和35年）5月15日公開の日本映画である。東映製作・配給。監督は内田吐夢。カラー、東映スコープ、99分。海音寺潮五郎の同名短編小説を原作とする。

## スタッフ
- 監督：内田吐夢
- 製作：大川博
- 企画：辻野公晴、中村有隣
- 原作：海音寺潮五郎
- 脚本：井手雅人
- 撮影：鷲尾元也
- 音楽：小杉太一郎
- 美術：鈴木孝俊

## キャスト
- 富田高定：大友柳太朗
- 村山左近：淡島千景
- 采女：花園ひろみ
- 関白秀次：黒川弥太郎
- 石田三成：山形勲
- 太閤秀吉：東野英治郎
- 富田知信：原健策
- 本多佐渡守：須賀不二夫
- 吉兵ヱ：織田政雄
- 内藤茂十郎：徳大寺伸
- 徳川家康：小沢栄太郎
- 田坂啓八郎：片岡栄二郎
- 松本昭右ヱ門：高松錦之助
- 内儀：松浦築枝
- 村の女房：赤木春恵
- 富田家家老：水野浩
- 筒井家の使者：有馬宏治
- 堺屋宗十郎：十朱久雄
- 前田家重臣：香川良介
- 上使：楠本健二
- 富田家取次の侍：浅野光男
- おこわの方：舟橋圭子
- 注進の侍：近江雄二郎
- 伏見別荘の老爺：大崎史郎
- 小早川家の使者：尾上華丈
- 見物の町人：石丸勝也
- 本陣取次の侍：村居京之輔
- 介錯人：南方英二
- 村の女房：泉春子
- 前田利長：片岡千恵蔵